# Helene Menne-Lindenberg
Helene Menne-Lindenberg, geborene Lindenberg (* 1. Oktober 1919 in Gelsenkirchen; † 4. August 1988 ebenda), war eine deutsche Malerin.

## Leben

### Familie
Helene Menne-Lindenberg wuchs in Gelsenkirchen auf. Ihr Vater Johannes Lindenberg war Holzhandelskaufmann. Vater und Bruder starben kurz vor Kriegsende. Im Februar 1945 heiratete sie den späteren Juristen Heinz Menne in Marburg. 1949 wurde die Tochter Angelika und 1950 der Sohn Reimar geboren.

### Werdegang
Auf Wunsch der Eltern beendete Helene Menne-Lindenberg ihre Schulzeit mit der Mittleren Reife. Sie legte 1938 ein Examen als Kindergärtnerin ab. Neben der Ausbildung und nachfolgender Berufstätigkeit besuchte sie Kurse an der Folkwangschule in Essen und lernte den Stoff der Oberstufe im Selbststudium. 1941 bestand sie das Abitur am späteren Ricarda-Huch-Gymnasium in Gelsenkirchen.
Ab dem Sommersemester 1941 studierte sie Malerei an der Hochschule für Kunsterziehung Berlin, der heutigen Universität der Künste, zunächst kurzzeitig bei Bernhard Doerries, dann vor allem bei Willi Maillard. Den Wechsel verarbeitete sie in der Erzählung Die Leiden eines Kunststudenten. Gleichzeitig war sie in Germanistik und Philosophie an der Berliner Friedrich-Wilhelms-Universität eingeschrieben. 1943 legte sie die Prüfung für das künstlerische Lehramt an höheren Schulen ab. Aus dieser Zeit stammte ihre lebenslange Freundschaft mit der Schriftstellerin Eva Zeller.
Sie wechselte an die Universität Marburg und studierte dort bei Richard Hamann, Max Kommerell und Julius Ebbinghaus. Im Sommersemester 1944 absolvierte sie einen Werklehrer-Lehrgang an der Kunsthochschule Berlin mit Abschlussprüfung im Oktober. Ihr Erleben der schweren Bombardierungen in Berlin hinterließ Spuren in ihren Aufzeichnungen im Tagebuch, in Briefen an die Eltern sowie in Zeichnungen und Bildern.
1949 kehrte Helene Menne-Lindenberg nach Gelsenkirchen zurück. Zusammen mit anderen Künstlerinnen und Künstlern gründete sie dort zunächst die Künstlervereinigung Hütte und nach deren Auflösung den Bund Gelsenkirchener Künstler. Seinem Vorstand gehörte sie lange an und an seinen Jahresausstellungen nahm sie bis 1981 teil.
Einen einschneidenden Rückschlag erlebte sie 1962, als ihre Bilder von Florenz (WV 331) und Fiesole (WV326), die sie als Beiträge zur Diskussion um abstrakte Kunst verstand, in der örtlichen Presse eine vernichtende Kritik fanden. Das führte zu schweren Selbstzweifeln und einer mehrjährigen Schaffenspause.
Viele ihrer oft zunächst in Skizzen festgehaltenen Motive fand Menne-Lindenberg bei Reisen nach Paris, Florenz und Venedig, durch Flandern, Frankreich, Italien und die Schweiz. Dabei war sie 1959 auch mit Oskar Kokoschka in Villeneuve am Genfersee zusammengetroffen. Mehrere spätere Malreisen führten sie zusammen mit Margarete Franke nach Südspanien. Letzte Bilder entstanden 1984 in ihrem Atelier in Gelsenkirchen. Am 4. August 1988 starb Helene Menne-Lindenberg kurz vor ihrem 69. Geburtstag in Gelsenkirchen.

## Werk
Das Werkverzeichnis mit den nachweisbaren Arbeiten umfasst 1134 Werke aus den 1940er bis 1980er Jahren. Zahlreiche frühe Bilder, Zeichnungen und Linolschnitte verbrannten bei einem Bombenangriff auf Marburg im April 1945. In den 1950er und 1960er Jahren dienten Verkäufe dem Lebensunterhalt.
Den frühen Landschaftsansichten aus der Umgebung des Ruhrgebiets und Marburgs folgten in den 1950er Jahren nach den ersten Reisen großformatige, farbkräftige Darstellungen. Dazu gehörten die typisierenden Darstellungen arbeitender Frauen, etwa der Wäscherinnen (WV307) oder der Verkäuferin (WV306). Eine französische Besprechung der Gelsenkirchener Ausstellung von 1957 sah in ihren Arbeiten einen dynamischen Realismus und fand ihre Landschaften überquellend von Leben und Licht.
Helene Menne-Lindenberg wollte mit ihrer Malerei ihr eigenes Staunen vor der Natur zum Nachempfinden anbieten. In den 1970er Jahren schuf sie ein umfangreiches Spätwerk nach intensiven Eindrücken mit dramatischen Himmeln. Vor allem die Wolken geben den Bildern ihre Lebendigkeit. In den weiten Landschaften ihrer großen quadratischen Bilder mit kräftigen Temperafarben hielt sie ihre Seherlebnisse fest, von denen sie sich immer wieder neu zum Malen angetrieben fühlte.
Dabei war und blieb ihr Wiedererkennbarkeit unverzichtbar. Doch lehnte sie einen Realismus ab, der auf Wiederholung des Gesehenen im Bild ohne Vermittlung von Seherlebnissen hinauslief. Ein Bild ist keine Kopie, durch das Verdoppeln der Realität entsteht noch keine künstlerische Botschaft. Die Malerin „verfremdet, fügt hinzu und deutet an, bis eine Komposition von unverwechselbarer Eigenart entsteht“. Ihre Überzeugung war: „Im Bild ist das Licht die erste Wahrheit“. Ihre Leitlinie hieß: „Kunst ist Weltaneignung“. In ihren Bildern verwendete Helene Menne-Lindeberg eine gezielte Kombination von Farben, mit der sie die Tiefe und Weite von Landschaften spürbar machte und in ein lebendiges Licht tauchte. Vor allem die Sonnenuntergänge im Süden Spaniens mit einer explodierenden Farbigkeit über weiten Landschaften und dem Meer waren ihr in den letzten Bildern Vorwand für die Darstellung eines intensiven Lichts, das Formen gerade noch erahnen lässt.
Die Bilder von Helene Menne-Lindenberg sind zum großen Teil in Privatbesitz. Mehrere Arbeiten befinden sich im Bestand des Kunstmuseums Gelsenkirchen. Der schriftliche Nachlass liegt im Stadtarchiv Gelsenkirchen.

## Ausstellungen

### Einzelausstellungen
- 1999: Marburg, Museum für Kunst und Kulturgeschichte, Wolkenbilder von Helene Menne-Lindenberg, 29. August – 26. September.
- 2016: Gelsenkirchen, Kunstmuseum Gelsenkirchen, Neuerwerbungen, 23. September – 27. November.
- 2019: Gelsenkirchen, Retrospektive „100 Jahre Helene Menne-Lindenberg“ im Domizil des Bundes Gelsenkirchener Künstler, 13. Oktober – 16. November.

### Gruppenausstellungen
- 1946: Gelsenkirchen, 1. Ausstellung der Malergruppe Hütte im Kulturbund zur Demokratischen Erneuerung Deutschlands, Gruppe Gelsenkirchen, im Westfalen-Kaufhaus, 7.–21. Juli.
- 1947: Essen, Große Kunstausstellung, 3 Arbeiten, 9.–31. August.
- 1950: Gelsenkirchen, 1. Ausstellung des Bundes Gelsenkirchener Künstler im Halfmannshof, 6 Arbeiten, 27. Mai–11. Juni.
- Danach regelmäßige Teilnahme bei den weiteren Jahresausstellungen des Bundes Gelsenkirchener Künstler.